# Implantes tecnológicos
Implantes tecnológicos são implantes feitos em seres humanos onde usa-se uma tecnologia eletrônica e/ou mecânica para aprimorar, desenvolver ou reabilitar uma capacidade física ou sensorial. Estes implantes são a nova revolução, voltada ao meio médico e tecnológico, um exemplo envolvendo essa tecnologia são os implantes de microssistemas, como se fossem microcomputadores que circulam na rede sanguínea a fim de transmitir a informação desejada ao cérebro, atuando com uma espécie de nervo. A maior dificuldade enfrentada atualmente é a substituição desses microssistemas de algo derivado de chumbo para o silício, devido a grande redução de peso e que este material causa nenhum dano ao ser humano. Outro exemplo de implantes tecnológicos é a criação de um dispositivo que atua como um marca-passo, em que utiliza de correntes elétricas de alta frequência para quebrar os sinais cerebrais para o estômago após a ingestão de alimentos. A fim de, reduzir o índice diabético da pessoa, perder peso e sem nenhuma mudança no estilo de vida ou adoção de dietas, entre outros.

## Origens
Apesar de ser uma tecnologia particularmente moderna e em fase de testes, os implantes tecnológicos vem rapidamente conquistando espaço na comunidade científica como a próxima revolução tecnológica.
A primeira concepção de uma junção entre homem e máquina data de antes da Primeira Guerra Mundial. Já em 1843, Edgar Allan Poe, escritor de contos góticos, descreve em seu conto "The Man That Was Used Up" um homem coberto de próteses por todo o corpo. No entanto, é possível que a primeira aparição literária de um verdadeiro "ciborgue" seja em 1911, pelo autor francês Jean de La Hire. Após esse período, diversos outros escritores e artistas utilizam o conceito de implantes cibernéticos em suas mídias e o tema se desenvolveu no âmbito da ficção científica. O tópico de implantes cibernéticos, apesar disso, só começou a ser levado a sério como uma real tecnologia muito tempo depois.
O primeiro ciborgue do mundo se chama Neil Harbinsson. Neil foi o primeiro humano a ser reconhecido legalmente como um ciborgue por uma autoridade governamental, e seu trabalho como presidente da Fundação Cyborg impulsionou o desenvolvimento dessa tecnologia e o debate sobre os direitos dos ciborgues na sociedade moderna.

## Ciborgues
Antes exclusivos em histórias de ficção científica e no imaginário humano, os implantes tecnológicos vem conquistando espaço como uma tecnologia nova e em expansão. O ser humano que carrega um desses dispositivos bio-tecnológicos, oficializando a junção entre homem e máquina, recebe o título de “Ciborgue”, em homenagem a concepção midiática dessa tecnologia. Apesar de ser comum a utilização de tecnologia como forma de se conectar com o mundo, um ciborgue eleva essa relação ao unir seu próprio corpo a um computador. Um humano pode ser considerado um ciborgue assim que é introduzido o primeiro microssistema em seu corpo.
Ao contrário de uma crença popular, manufaturada pela ficção, um ciborgue não necessariamente precisa ser aprimorado pelo seu implante. A correção de problemas físicos e mentais, como ausências de membros ou deficiências oculares, através de um implante tecnológico, caracterizam exemplos dessa tecnologia.

## Aplicações na medicina

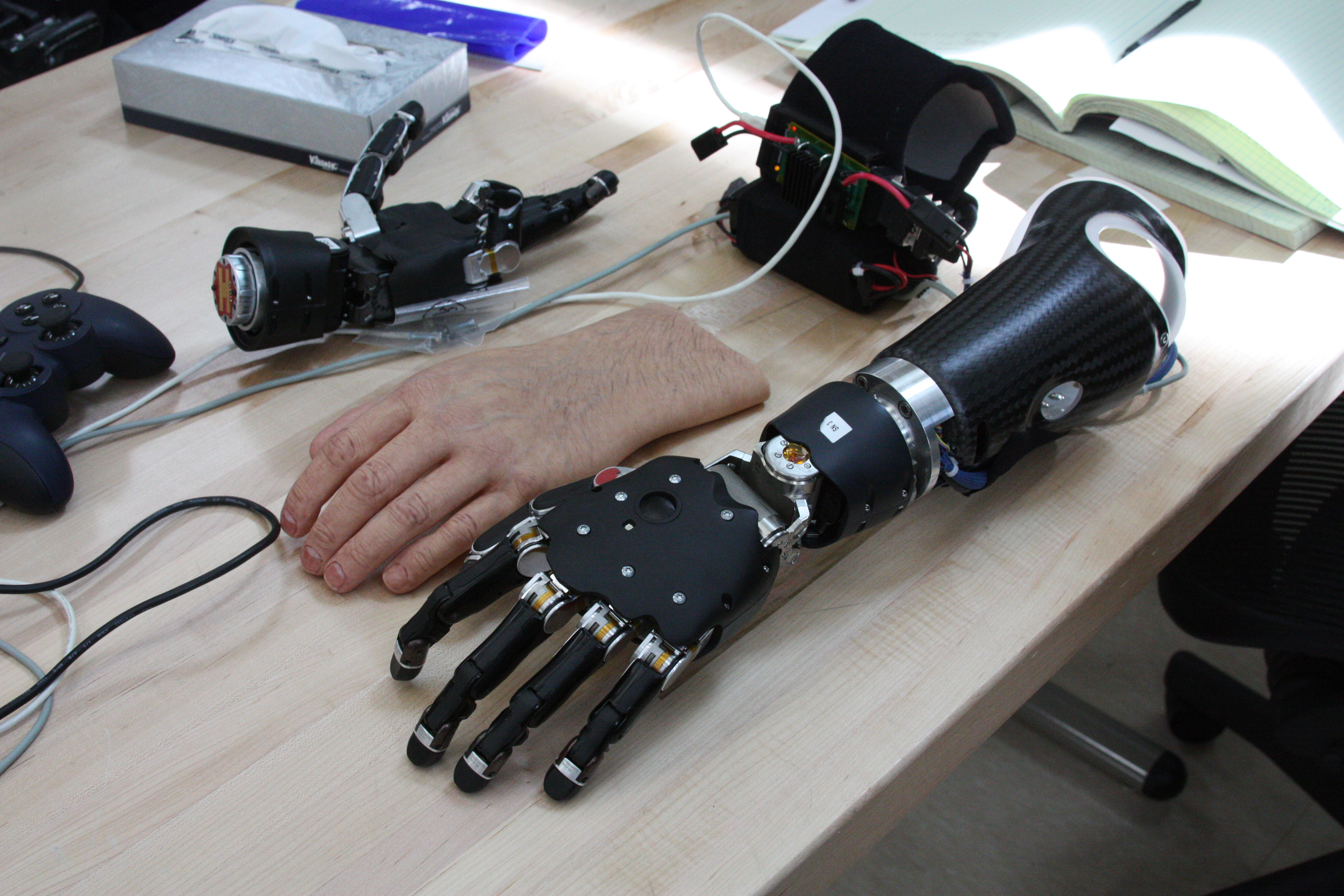
Exemplo de prótese eletrônica

Uma das maiores áreas de aplicação dos implantes tecnológicos é na medicina.
Atualmente existem vários estudos e pesquisas e alguns casos de uso desta tecnologia, como a fabricação de de braços e mãos em impressoras 3D para repor membros amputados ou mal formados, implantes de eletrodos na musculatura de uma pessoa com braço amputado para lhe permitir controle total sobre uma prótese  e até proporcionar sensação de tato, estudos para criação de implantes de retinas artificiais para devolver a visão a pessoas que sofreram de graves lesões e doenças que lhes causaram cegueira, estudos para criação e viabilização de produção em escala de mercado de implantes na medula, afim de permitir que indivíduos que sofreram lesões nos nervos voltem a andar, etc.
Até agora a aplicação que está sendo mais explorada é a Impressão de Próteses 3D,a técnica tem empolgado os médicos e profissionais de tecnologia que atuam na área, pois o ferramental tecnológico está proporcionando uma revolução no modo como se planejam e executam procedimentos, além disso, as impressões 3D permitem que a prótese seja impressa na medida do paciente, tornando muito mais fácil o processo de instalação e adaptação,tudo isso aliado a um custo muito inferior do que de uma prótese tradicional.
Um dos grupos de pesquisa pioneiros no assunto no Brasil é o Centro de Tecnologia da Informação (CTI) Renato Archer, pertencente ao Ministério da Ciência, Tecnologia, Inovações e Comunicações.Um dos projetos do grupo é o software InVesalius que auxilia no processo de geração da imagem tridimensional para confecção da prótese 3D.
As aplicações estão melhorando e se aperfeiçoando dentro da área de medicina, como  um exemplo real, temos o Neil Harbisson, onde o mesmo não pode enxergar nenhum tipo de cor, foi feito um implante tecnológico chamado de "eyeborg", esse dispositivo pode captar cores e traduzir em notas musicais para que o mesmo possa saber que cor está olhando no momento, assim esse implante o ajuda a escutar as cores. Com isso, podemos ter em mente a possibilidade de avanço nessa área, sendo expandida exponencialmente e trazendo um maior conforto para toda a população.

## Aperfeiçoamento humano
O começo dos implantes tecnológicos foi pensado inicialmente como uma maneira de aperfeiçoar o humano, tornar habilidades mais fáceis na incrementação de chips , próteses e afins. Esta área difere da utilização da medicina, pois nesse caso os indivíduos que a usam, não utilizam por problemas médicos e sim para aperfeiçoar alguma habilidade, ou ate mesmo adquirir uma nova.
Como a escocesa Lepht Anonym, que possui mais de 50 chips ou dispositivos instalados em seu corpo para aumentar a sensibilidade, sensação de distancia, reflexos, raciocínio e etc. Onde os principais estão em seus dedos, que são chips com estrutura semelhante a imãs, assim ela tem uma maior sensação da distancia dos objetos para a sua mão.
De acordo com um relatório para o Global Trends 2030 do Conselho Nacional de Inteligência, o "aperfeiçoamento humano poderá permitir civis e militares trabalharem cooperativamente ou isoladamente de forma mais eficiente, ainda mais em ambientes que anteriormente seria impossível fazê-lo". Diz também que "futuros implantes de retina podem permitir visão noturna, e neuro-melhoramentos podem oferecer resgate de memórias, e velocidade de pensamento. Neuro-fármacos permitirão que as pessoas mantenham concentração por longos períodos de tempo ou melhorar suas habilidades de aprendizagem. Os sistemas de realidade aumentada podem permitir experiências virtuais do mundo real”. Onde tudo isso passa de uma especulação e torna realidade, devido aos grandes avanços na área de implantes tecnológicos.
Em questão dos implantes tecnológicos, Kevin Warwick lista as possibilidades, como memória melhorada, comunicação aprimorada, aperfeiçoamento de sentidos, ponderação multidimensional, extensão do corpo, máquinas com pensamentos individuais, outsourcing de memória, aperfeiçoamento matemático + velocidade de pensamento + solução de problemas. Ele também afirma que o cérebro  e uma pessoa e corpo podem não estar no mesmo local.

## Ética
O tema dos implantes tecnológicos e os meios usados para atingir os objetivos de aprimoramento envolvem muitos debates éticos, devido a modificação no ser humano.
O consultor de neuromarketing Zack Lynch argumenta que os implantes tecnológicos terão um efeito mais imediato na sociedade do que a terapia genética e enfrentarão menos resistência como um caminho para o aprimoramento humano radical. Ele também argumenta que o conceito de "habilitação" precisa ser adicionado ao debate sobre "terapia" contra "aprimoramento".
A defesa do argumento para o aprimoramento humano está se tornando cada vez mais sinônimo de "transumanismo", uma ideologia e movimento controversos que surgiram para apoiar o reconhecimento e a proteção do direito dos cidadãos de manter ou modificar suas próprias mentes e corpos de modo a garantir-lhes a liberdade de escolha e o consentimento informado do uso de tecnologias de aprimoramento humano em si mesmos e em seus filhos.
Porém, a principal questão para o debate ético sobre os implantes tecnológicos em questão do aprimoramento humano,  é se não deve haver restrições, algumas restrições ou uma proibição total de todo o conceito.
No entanto, a crítica mais comum ao aprimoramento humano é que ele é ou será praticado com uma perspectiva imprudente e egoísta de curto prazo que ignora as consequências de longo prazo para os indivíduos e para o resto da sociedade, como o medo de que os aprimoramentos criarão vantagens físicas ou mentais injustas para aqueles que podem e irão usá-los, ou o acesso desigual a esses aprimoramentos pode e aumentará o abismo entre os "ricos" e "os que não têm"
É possível, portanto, analisar o aspecto social da utilização da nanotecnologia, um possível exemplo de implante tecnológico, e seu impacto na sociedade. Essa específica área científica se torna de suma importância no tema de implantes cibernéticos devido aos estudos e pesquisas relacionadas, sendo esta tecnologia uma das mais avançadas do tópico de implantes tecnológicos. Seu conteúdo expressa que o uso dessa nanotecnologia no corpo, principalmente no cérebro, possui diversos fatores complicadores. De fato, a questão da privacidade e segurança dessa tecnologia e a o aspecto ético são fontes das principais críticas a seu desenvolvimento tanto na comunidade científica quanto na religiosa. Eticamente, nota-se que casos como o uso militar e uso governamental (como vigilância), tanto em indivíduos dispostos a se submeter a essa tecnologia e os não dispostos, implicam em situações de grande risco a segurança pessoal de um ou mais indivíduos. Dessa forma, criação de "super soldados" (militares tecnologicamente melhorados), por exemplo, deixa de ser um tópico de ficção científica e atinge um estado de iminência.
Sendo assim, se torna claro que com a evolução sem controle desses implantes vai gerar uma ruptura no mercado e nas pessoas, ou seja, uma tecnologia disruptiva. Onde os humanos podem ser obrigados a se fundir com essa tecnologia para competir no mercado ou até mesmo para não serem excluídos da sociedade.

## Comunidade religiosa
O tópico de Implantes tecnológicos encontra forte oposição nas comunidades religiosas tradicionais, chegando a ter um impacto, em média, em 37% de americanos adultos, tais quais que acreditam que implantes tecnológicos são moralmente "inaceitáveis". Uma pesquisa de 2016, executada pela organização Pew Research Center, concluiu que pelo menos 21% dos americanos estudados acreditavam que os implantes tecnológicos eram "contra a vontade de Deus", alguns se referindo a eles como Marca da Besta, enquanto outros apresentam essa nova tecnologia como "desnecessária".
Ademais, nota-se que alguns ramos conservadores religiosos encaram a nova tecnologia com ceticismo, na melhor das hipóteses, ou espalhando falsas informações e alarmando a população de perigos ficcionais, na pior. Influenciadores religiosos, como o site pessoal do tele evangelista Jack Van Impe, afirmam a existência de uma poderosa conspiração baseada nos implantes tecnológicos. O mesmo afirma também a existência de um micro-chip, que seria utilizado por um "ditador mundial" para "controlar o mundo e os seres humanos".